# Xysticus pseudolanio
Xysticus pseudolanio är en spindelart som beskrevs av Jörg Wunderlich 1995. Xysticus pseudolanio ingår i släktet Xysticus och familjen krabbspindlar.
Artens utbredningsområde är Turkiet. Inga underarter finns listade i Catalogue of Life.